# Glubocaia Dolina
Glubocaia Dolina (în rusă Глубокая Долина) este o rezervație peisagistică în raionul Camenca, Transnistria, Republica Moldova. Este amplasată la nord-est de satul Caterinovca (ocolul silvic Rașcov, Glubocaia Dolina, parcelele 15-19). Are o suprafață de 520 ha. Obiectivul este administrat de Gospodăria Silvică de Stat Rîbnița.

## Descriere
Aria naturală include o pădure de stejar pedunculat și gorun cu amestec de frasin, tei, carpen, arțar, păr sălbatic și vișin turcesc, o varietate bogată de arbuști și specii de plante ierboase rare. Vârsta medie a unor sectoare constituia, în anii 2000, 80-100 de ani. Condițiile de creștere sunt destul de complicate din cauza văilor abrupte cu înclinare de până la 45°, cu blocuri de calcar ale subșirurilor volhiniene și basarabiene.
Complexul hidrologic este bine dezvoltat. În regiunile de vale se găsesc izvoare puternice care asigură cu apă potabilă Rașcovul și alte sate din apropiere.